# Хабаров, Николай Андреевич
Николай Андреевич Хабаров (17 декабря 1923 — 6 декабря 1994) — участник Великой Отечественной войны, полный кавалер ордена Славы. Член КПСС.

## Биография
Родился 17 декабря 1923 года в селе Вонявино (ныне Вологодская область) в крестьянской семье. После получения начального образования работал трактористом.
В декабре 1941 года был призван в ряды Красной Армии. В боях начал принимать участие в апреле 1942 года. За время войны был трижды ранен: 26 сентября 1942 года, 17 сентября 1943 года и 26 июня 1944 года. В 1944 году вступил в ВКП(б).
В начале апреля 1944 года разведчик Николай Хабаров, действуя в составе поисковой группы, вблизи Нарвы (Эстония), был в числе первых ворвавшихся во вражескую траншею, автоматным огнём и гранатами уничтожил 9 солдат противника. Приказом командира 64 гвардейской стрелковой дивизии 9 апреля 1944 года был награждён орденом Славы 3-й степени.
Во время боя вблизи Пясечно (Польша) в середине января 1945 года, во время отражения вражеской атаки, в которой принимали участие около 1000 вражеских солдат, благодаря экипажу самоходной установки 394 гвардейского тяжелого самоходного артиллерийского полка в составе которого находился Николай Хабаров, было подавлено 3 станковых пулемёта противника, уничтожено около 100 вражеских военнослужащих и 150 военнослужащих взято в плен. Приказом Военного совета 8 гвардейской армии 4 февраля 1945 года был награждён орденом Славы 2-й степени.
В середине апреля 1945 года. во время боя за укрепленный пункт Фридерсдорф вблизи Берлина, вместе с экипажем ИСУ-152 уничтожил около отделения автоматчиков противника и повредил 8 пулемётных точек и 2 орудия противника. 15 мая 1946 года был награждён орденом Славы 1-й степени.
Демобилизовался в 1947 году. После демобилизации поселился в Жирновске (Вологодская область). Скончался 6 декабря 1994 года.

## Награды
- Орден Отечественной войны 1-й степени (11 марта 1985)[3];
- Орден Отечественной войны 2-й степени (7 февраля 1945)[4];
- Орден Славы 1-й степени (15 мая 1946 — № 1501);
- Орден Славы 2-й степени (4 февраля 1945 — № 11773)[5];
- Орден Славы 3-й степени (9 апреля 1944 — № 46076)[6];
- Медаль «За боевые заслуги»[7];
- Медаль «За оборону Ленинграда»;
- также ряд прочих медалей.